# Araucaleon withycombei
Araucaleon withycombei är en insektsart som först beskrevs av Peter Esben-Petersen 1927. 
Araucaleon withycombei ingår i släktet Araucaleon och familjen myrlejonsländor. Inga underarter finns listade i Catalogue of Life.